# Neoeutrypanus nitidus
Neoeutrypanus nitidus là một loài bọ cánh cứng trong họ Cerambycidae.